# Токомбаєв Асанбек
Асанбек Токомбайович Токомбаєв (15 березня 1924, село Епкін Пішпекського округу, тепер Исик-Атинського району Чуйської області, Киргизстан — 3 вересня 1987, місто Фрунзе, тепер Бішкек, Киргизстан) — киргизький радянський діяч, секретар ЦК КП Киргизії. Депутат Верховної ради Киргизької РСР 5—10-го скликань.

## Життєпис
Народився в бідній селянській родині. Трудову діяльність розпочав у 1942 році вчителем неповної середньої школи села Кенеш Таласького району Киргизької РСР.
З 1942 до 1946 року служив у Радянській армії.
Після демобілізації працював літературним співробітником газети «Кызыл Кыргызстан».
Закінчив Киргизький державний педагогічний інститут. 
Член ВКП(б) з 1949 року.
До 1956 року — редактор, головний редактор, директор «Киргизвидаву» (видавництва «Киргизстан»).
У 1956—1958 роках — головний редактор газети «Советтик Кыргызстан».
У 1958—1961 роках — завідувач відділу пропаганди і агітації ЦК КП Киргизії.
З 1961 до серпня 1962 року — 2-й секретар Фрунзенського міського комітету КП Киргизії.
11 серпня 1962 — 27 грудня 1963 року — секретар ЦК КП Киргизії з питань ідеології.
Одночасно 15 квітня 1963 — 30 липня 1964 року — голова Верховної ради Киргизької РСР.
9 травня 1964 — 1985 року — голова Державного комітету Ради міністрів Киргизької РСР з телебачення і радіомовлення.
З 1985 року — персональний пенсіонер союзного значення.
Помер 3 вересня 1987 року після важкої тривалої хвороби в місті Фрунзе (Бішкек).

## Нагороди та звання
- три ордени Трудового Червоного Прапора
- медаль «За трудову доблесть» (11.01.1964)
- медалі
- Почесні грамоти Верховної Ради Киргизької РСР (1984)